# Alekseï Pajitnov
Alekseï Leonidovitch Pajitnov (en russe : Алексей Леонидович Пажитнов, /ɐlʲɪkˈsʲej lʲɪɐˈnʲidəvʲɪtɕ ˈpaʐɨtnəf/), né le 16 avril 1955 à Moscou en Union soviétique, est un ingénieur en informatique soviétique puis russe connu pour avoir créé le jeu de puzzle Tetris en 1985.
Il est cofondateur de The Tetris Company avec Henk Rogers.

## Biographie
Né en Union soviétique, Alekseï Pajitnov est le fils d'un philosophe dissident et d'une critique de cinéma. Il est diplômé en 1979 du centre informatique de l'Académie des sciences de l'URSS où il devient aussitôt chercheur en reconnaissance automatique de la parole. En 1985, en cherchant à reproduire l'un de ses jeux favoris, le pentomino, il imagine le jeu Tetris et le programme. Très vite, ses collègues sont pris au piège d'un jeu compulsivement addictif. Toute l'Académie s'y met, puisque toutes les institutions moscovites disposaient d'ordinateurs.
Diffusé librement en Union soviétique puis dans le bloc de l'Est, le jeu apparaît à l'Ouest en 1986 et devient un succès planétaire.
Alekseï Pajitnov laisse les droits du jeu à l'Académie (on peut plus facilement dire que le propriétaire du programme est l'Union soviétique à cette époque). Le gouvernement le commercialise à l'étranger avec le slogan From Russia with fun.
Alekseï Pajitnov déménage aux États-Unis en 1991 et crée The Tetris Company avec Henk Rogers pour gérer les droits du jeu qu'il récupère en 1996. Il travaille pour Nintendo sur les jeux inspirés de Tetris comme Yoshi's Cookie et Pandora's Box sur Super Nintendo, ainsi que d'autres jeux de puzzle.
Il rejoint Microsoft en octobre 1996 pour travailler sur des jeux de réflexion comme Hexic mais quitte la compagnie en 2005. Le 18 août de la même année, il annonce développer de nouveaux jeux en collaboration avec WildSnake Software.

## Ludographie
- Tetris (1985), sur Elektronika 60, IBM-PC.
- Welltris (1989), sur Amiga, Amstrad, Atari ST, Commodore 64, DOS, Macintosh & ZX Spectrum.
- Faces (1990), sur Amiga, DOS, Macintosh.
- Hatris (1990), sur TurboGrafx-16, Arcade, Game Boy & NES.
- Knight Move (1990), sur Famicom Disk System (Japan)
- Wordtris (1991), sur DOS, Game Boy, Mac OS, SNES
- El-Fish (1993), sur DOS
- Wild Snake / Super Snakey (1994), sur Game Boy, Super Nintendo
- Knight Moves (1995), sur Windows
- Ice and Fire (1995), sur Windows, Macintosh et PlayStation
- Tetrisphere (1997), sur Nintendo 64
- Microsoft Entertainment Pack: The Puzzle Collection (1997), sur Windows & Game Boy Color
- Microsoft Pandora's Box (1999), sur Windows
- Microsoft A.I. Puzzler  (2001), sur Windows
- Hexic (2003), sur Windows
- Hexic HD (2005), sur Xbox 360
- Dwice (2006), sur Windows
- Hexic 2 (2007), sur Xbox 360
- Marbly (2013), sur iOS

## Filmographie
Dans le film Tetris de Jon S. Baird sorti en 2023, Alekseï Pajitnov est interprété par Nikita Efremov.